# Hohenbuehelia auriscalpium
Hohenbuehelia auriscalpium är en svampart som först beskrevs av René Charles Maire, och fick sitt nu gällande namn av Rolf Singer 1951. Hohenbuehelia auriscalpium ingår i släktet Hohenbuehelia och familjen musslingar.  Arten är reproducerande i Sverige. Inga underarter finns listade i Catalogue of Life.